# Odden Færgehavn
Odden Færgehavn (kurz Odden; deutsch Odden Fährhafen) ist ein Fährhafen an der Südküste der dänischen Halbinsel Sjællands Odde, der im Gebiet der Odsherred Kommune auf der Insel Seeland liegt. Der Hafen wird ausschließlich von Fähren der Molslinjen genutzt, die aus Ebeltoft (45 Minuten Fahrtzeit) oder dem Fährhafen von Aarhus (70 Minuten) kommen; andere Schiffe wie zum Beispiel Yachten sind dort nicht zugelassen. Auf den beiden Routen verkehrten 2010 über 672.000 PKW und rund 1.777.250 Passagiere.
Das Hafenbecken wird durch zwei Molen vor der offenen See geschützt. Im Hafengebiet befinden sich das Abfertigungsgebäude, ein Öllager sowie eine Kläranlage zur Reinigung des Schmutzwassers von den Fähren. Von den Parkplätzen gelangen Kraftfahrzeuge über Rampen zu den Autofähren.
Eigentümer des Hafens ist das Unternehmen A/S Storebælt, das sich zu 100 Prozent im Besitz der Kopenhagener Sund & Bælt Holding A/S befindet und neben Odden Færgehavn drei weitere Fährhäfen betreibt: Ebeltoft, Spodsbjerg und Tårs. Kunde des Unternehmens und Mieter des Hafens ist die dänische Reederei Molslinjen. Sie nahm ihren Betrieb am 18. Mai 1966 auf, als erstmals die für diesen Zweck gebaute Fähre Mette Mols zwischen Odden Færgehavn und dem jütischen Ebeltoft verkehrte. Am 26. April 1999 kam eine weitere Route dazu, als der Zielhafen der Fährverbindung aus Aarhus von Kalundborg nach Odden Færgehavn verlegt wurde. Im Gegenzug verlor Odden Færgehavn im Dezember des gleichen Jahres die Fährverbindung für den Gütertransport nach Aarhus an das südlichere Kalundborg.
Odden Færgehavn ist Mitglied der nationalen Vereinigung Danske Havne, eines Zusammenschlusses der dänischen Gewerbehäfen.